# Myles Pollard
Myles Pollard (Perth, Ausztrália, 1972. november 4. –) ausztrál színész. Magyarországon a McLeod lányai című sorozatból ismerhetjük, ő játszotta Nick Ryan-t.

## Élete
Nyugat-Ausztráliában nőtt fel, szülei pedagógusok voltak, és többször költözködtek. Perthben érettségizett, majd kommunikációból diplomázott . Mégis úgy döntött inkább színész lesz. Sydneybe ment, ahol a Lear király-ban játszott és színészetet tanult. 1999-ben végzett a National Institute of Dramatic Art-on. Sorozatokban voltak kisebb szerepei, és egy Shakespeare-társulattal járta Ausztráliát(Rómeó és Júlia).
2001-ben kapta meg a McLeod lányai egyik főszerepét. A motoros és lovas jeleneteket saját maga csinálta, és élvezte a vidéki forgatást. Kétszer nevezték a legjobb színész díjára Ausztráliában alakításáért.
2006 októberében megnősült, majd a következő évben megszületett a fia. 2006-ban távozott a sorozatból, szerepe szerint Nick Ryan elvette  Tess McLeod-ot és Argentínába költöztek. Felesége: Brigitta Wuthe, fia: Robin Wilson (2007. október 14.)

## Díjai
Az ausztrál Logie-díj-on:
- jelölt volt: 2003. -legjobb színész
- jelölt volt: 2004. -legjobb színész

## Munkái
| év         | film                      | szerepe       |
| ---------- | ------------------------- | ------------- |
| 1997.      | The Tower                 | Gilbert       |
| 1999.      | All Saints                | Robert Ford   |
| 1999.      | Water Rats                | Robert Haig   |
| 1999.      | Wildside                  | Roger Parnesi |
| 2001.      | Invincible                | Paul Beck     |
| 2001-2006. | McLeod lányai             | Nick Ryan     |
| 2007.      | Double Trouble            | Henry         |
| 2007.      | Home and Away / Otthonunk | Dane          |